# Suhm (Adelsgeschlecht)
Suhm ist der Name einer heute erloschenen dänischen Adelsfamilie, die sich von Holstein nach Sachsen und Dänemark-Norwegen ausbreiten konnte.

## Geschichte
Die Familie suchte sich aus dem rügischen Adelsgeschlecht von Zuhm abzuleiten, was aber schon länger vor der kritischen Geschichtsschreibung keine Anerkennung findet. Zwar wurden die Suhm im 17. Jahrhundert unter der dänischen Besatzung in die alten Zuhm'schen Güter Mahlow und Trochendorf eingewiesen, konnten ihre Lehen aber gegen den eingesessenen Adel nicht durchsetzten.
Die gesicherte Stammreihe beginnt mit Valentin Suhm (1537–1613), Ratsverwandter und schließlich Bürgermeister in Kiel. Sein Enkel, Valentin Suhm begab sich nach Kopenhagen und wurde dort königlicher Notar. Dessen älterer Sohn Michael Valentin Suhm (1632–1686) begab sich nach Norwegen und wurde Ratsverwandter der Stadt Skien. Dort und in Kristiansand blühte seine Familie über fünf Generationen, als Kaufleute und Schiffer, stellte aber auch Offiziere. Der jüngere Sohn Valentins, Heinrich von Suhm erhielt 1683 vom dänischen König Christian V. ein Adels-Diplom, welches mit einer Anerkennung der mutmaßlichen rügischen Herkunft der Familie sowie mit einer Wappenbesserung verbunden war. Seine Nachkommen lebten in Dänemark und Kursachsen.
Angehörige der Familie dienten nicht nur in ihren Heimländern Pommern, Dänemark und Sachsen in Verwaltung und Militär, sondern standen auch in königlich-preußischen Diensten. Aus der Linie Mahlow-Trochendorf können an dieser Stelle genannt werden: der Kapitän und Kriegsrat Ernst Ulrich Peter von Suhm (1723–1785) oder Burchardt Siegfried Carl von Suhm (1728–1778), welcher als Major im Wedellschen Gardebataillon und im Koschenbarschen Regiment zu Berlin stand. Weiterhin dienten aus dieser Linie Heinrich Suhm († 1734) als Kapitän in kaiserlich-russischen Diensten, sowie Christian von Suhm (1675–1697), der als Kapitän in königlich-französischen Diensten vor Barcelona blieb.
Petra Friderica Christiane Suhm (1799–1823), Tochter des Peter Frederik Suhm (1728–1798), war die letzte ihres Geschlechts und trug nach Heirat am 18. November 1815 Namen und Wappen ihrem Ehemann Morten Willemoes (1787–1865) auf, der sich mit Patent vom 21. November 1821 Willemoes-Suhm nannte. Angehörige dieser Geschlechts waren der dänische, später preußische Beamte Peter Friedrich von Willemoes-Suhm (1816–1891) und Naturwissenschaftler und Biologe Rudolf von Willemoes-Suhm (1847–1875). Auch diese Familie ist jedoch 1947 erloschen.

## Wappen
Das Wappen (1683) zeigt ist geviert mit Mittelschild, darin in Gold ein nach rechts aufsteigendes schwarzes Pferd (Bezugnahme Zuhm auf Mahlow-Trochendorf); 1 und 4 in Blau ein aus Wasser emporsteigender Löwe mit oben drei nebeneinander angeordneten goldenen Sternen; 2 und 3 in Silber ein Palmbaum.

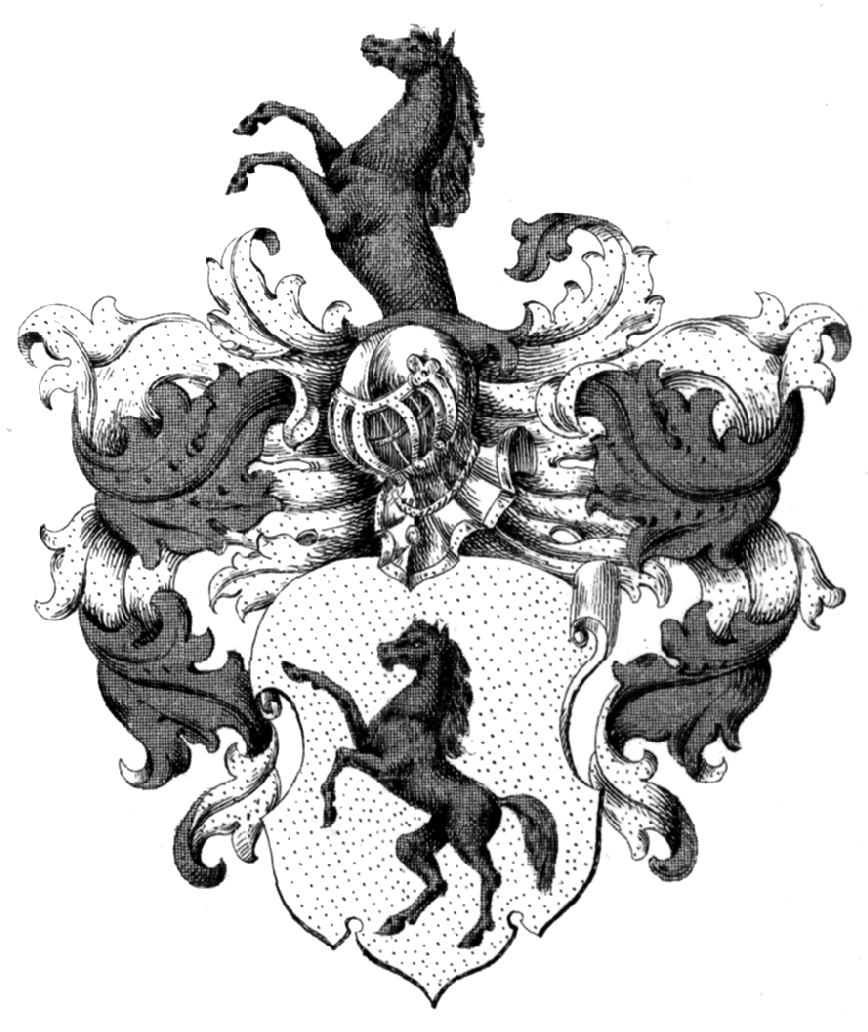
Wappen Zuhm (Linie Mahlow-Trochendorf)

## Angehörige
- Burchard von Suhm (1666–1720), kursächsischer und polnischer Diplomat
- Ernst Heinrich von Suhm (1668–1729), dänischer Oberst, dann kursächsischer und polnischer Generalmajor
- Ulrik Frederik von Suhm (1686–1758), Admiral, Deputierter und Ritter von Dannebrog
- Ulrich Friedrich von Suhm (1691–1740), Diplomat und Freund Friedrichs des Großen
- Heinrich von Suhm (1693–1744), dänischer Schoutbynacht und Gouverneur in Dänisch-Guinea sowie in Dänisch-Westindien
- Peter von Suhm (1696–1760), kursächsischer Generalleutnant und Geheimkriegsrat
- Nicolaus von Suhm (1697–1760), kursächsischer Diplomat
- Peter Frederik Suhm (1728–1798), dänisch-norwegischer Historiker des 18. Jahrhunderts

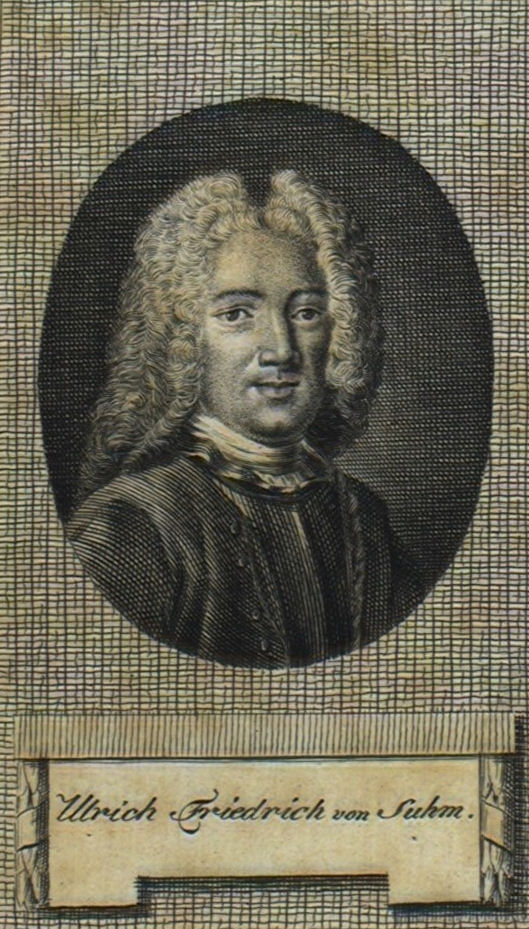
Ulrik Frederik von Suhm (1686–1758)
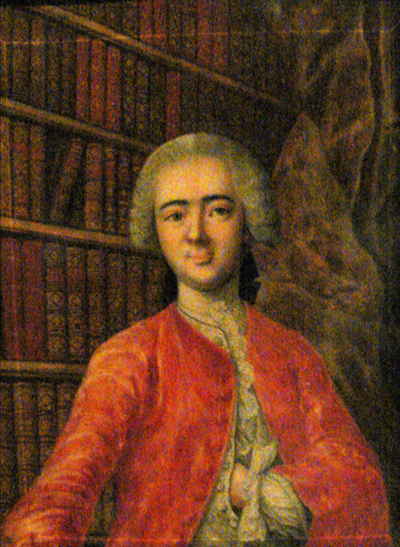
Peter Frederik Suhm (1728–1798)